# Jajá (ur. 1986)
Francisco Jaílson de Sousa (ur. 29 listopada 1986) – brazylijski piłkarz występujący na pozycji pomocnika.

## Kariera piłkarska
Od 2005 roku występował w EC Bahia, Cruzeiro EC, Ipatinga, Guarani, Náutico, Vitória, Montedio Yamagata, Cabofriense, Vila Nova, Boa Esporte, Caxias, Horizonte, Atlético i Jiangxi Liansheng.